# مجلس شيوخ تينيسي
مجلس شيوخ تينيسي (بالإنجليزية: Tennessee Senate)‏ هو مجلس الشيوخ لولاية تينيسي الأمريكية، ويتكون من 33 مقعداً، وهو المجلس الأعلى في جمعية تينيسي العامة.

## طالع أيضًا
- جمعية تينيسي العامة